# Идрица (река)
Идрица или Идрија (рус. Идрица; Идрия) малена је река која протиче преко југозападних делова Псковске области, односно преко њеног Себешког рејона, на западу европског дела Руске Федерације. Лева је притока реке Великаје у коју се улива на њеном 298. километру узводно од ушћа, и део басена реке Нарве, односно Финског залива Балтичког мора.
Река Идрица је отока маленог језера Идрија. Протиче преко територије варошице Идрице. Укупна дужина водотока је свега 17 km, док је површина сливног подручја око 319 km².
Њена најважнија притока је река Ливица (дужине тока 29 km) коју прима на свом 15. километру узводно од ушћа.